# Макс Леслі
Максвелл Франклін Леслі (англ. Maxwell Franklin Leslie, 1902 — 1984) — американський льотчик, учасник Другої світової війни. Відомий тим, що відіграв вирішальну роль у битві за Мідвей .

## Біографія
Макс Леслі вступив до Військово-морської академії США в Аннаполісі в 1922 році, відразу після успішного завершення навчання у Вашингтонському університеті.
У 1926 році він був звезений у звання енсина (військове звання молодшого офіцерського складу), потім пройшов льотний курс на військово-морській базі в Пенсаколі і став військовий льотчик в 1930 році. Коли США вступили у Другу світову війну, він перебував на посаді старшого помічника командира ескадрильї VB-3 на борту Саратоги. Пізніше він самостійно керував ескадрильєю бомбардувальників під час битви за Мідвей. Він також літав разом зі своєю ескадрильєю з Ентерпрайза для супроводу Горнета під час рейду Дулітла.

## Битва за Мідвей

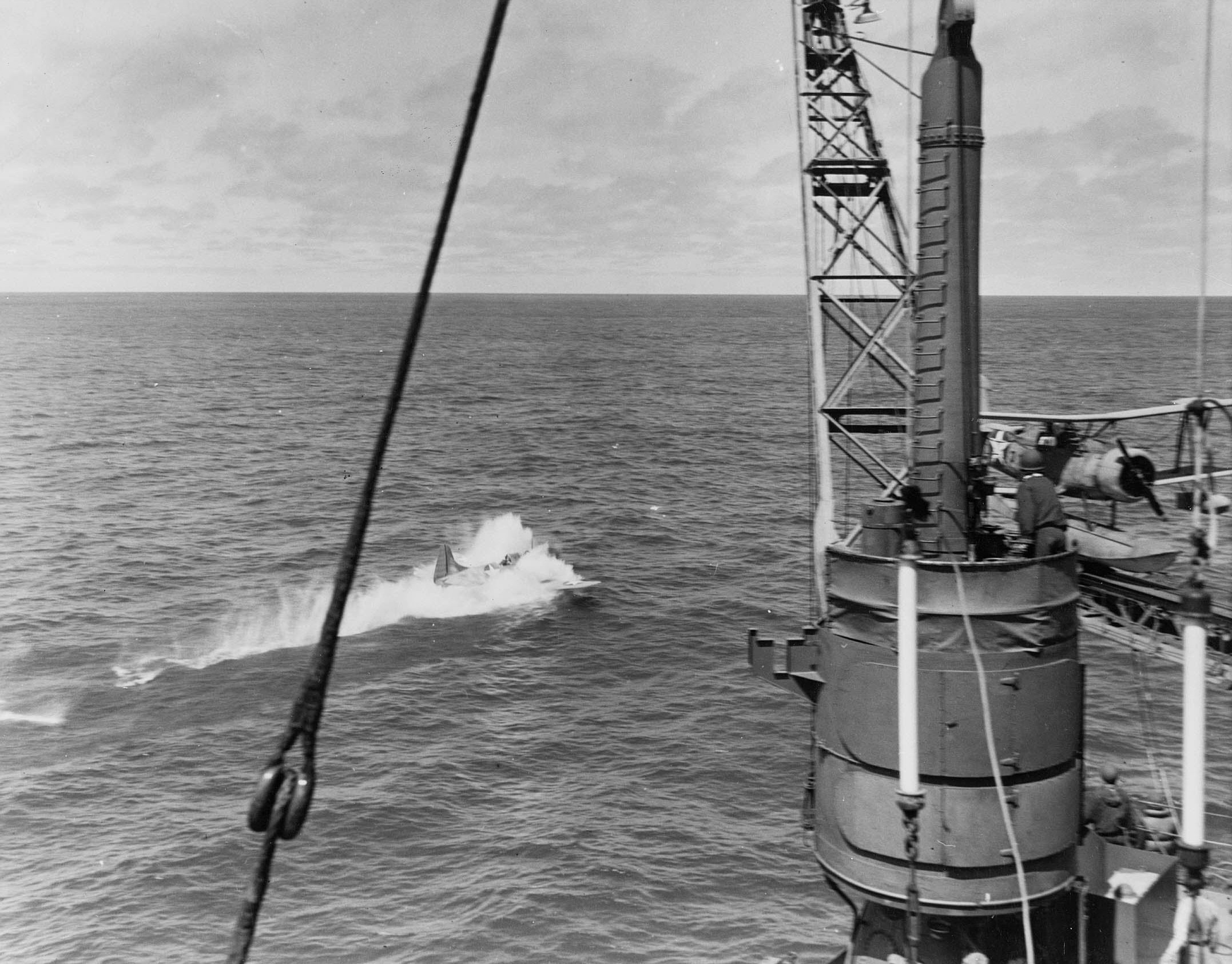
Літак лейтенант-коммандера Макс Леслі в момент падіння в морі через нестачу пального, 4 липня 1942

Слідуючи за японським есмінцем Арасі, який повертався після контратаки Наутілуса, Леслі і лейтенант-коммандер Кларенс Вейд МакКласкі з Ентерпрайза виявили групу японських авіаносців саме в той момент, коли їхні загони бойового авіапатрулювання збиралися на палубах для відбиття атак бомбардувальників, коли Перша Повітряна Флотилія була найбільш уразлива. На висоті, надто низькій для дій японських винищувачів Mitsubishi A6M Zero, американські бомбардувальники Douglas SBD Dauntless спікували і обсипали бомбами японські авіаносці, на палубах яких безладно стояли літаки, лежали паливні шланги і боєприпаси. За 5 хвилин 6-та бомбардувальна та 6 розвідувальна ескадрильї знищили 2 японські авіаносці. Авіаносець Кага був залишений о 17:00 і затонув о 19:25, Акагі був залишений відразу після того, як затонув Кага і до ночі затонув. Одночасно з ескадрильєю МакКлакскі, 3-я бомбардувальна ескадрилья під керівництвом Леслі завдала важкої шкоди авіаносці Сорю, який так само до ночі затонув. Хірю — єдиний японський авіаносець, що залишився неушкодженим. За героїзм у цій битві, Леслі отримав нагороду «Морський хрест».

## Подальша кар'єра
Леслі продовжував служити за кордоном під час Другої світової, а після війни всю свою військову кар'єру провів на суднах і берегових базах. Він пішов у відставку у 1956 році. На додаток до Морського хреста, він отримав медаль «Бронзова зірка» з літерою «V», що означає нагородження за хоробрість, і Похвальну стрічку, отримав медаль «За службу в американських збройних силах», військово- морську планку, медаль «За участь в американських військових кампаніях», медаль «За участь в азійсько-тихоокеанській кампанії», медаль «За перемогу у Другій світовій війні» та медаль «За службу в національних збройних силах».

## У масовій культурі
У 1976 у фільмі "Мідуей" роль Леслі зіграв відомий американський актор Монте Маркем.